# Долгая Поляна (Татарстан)

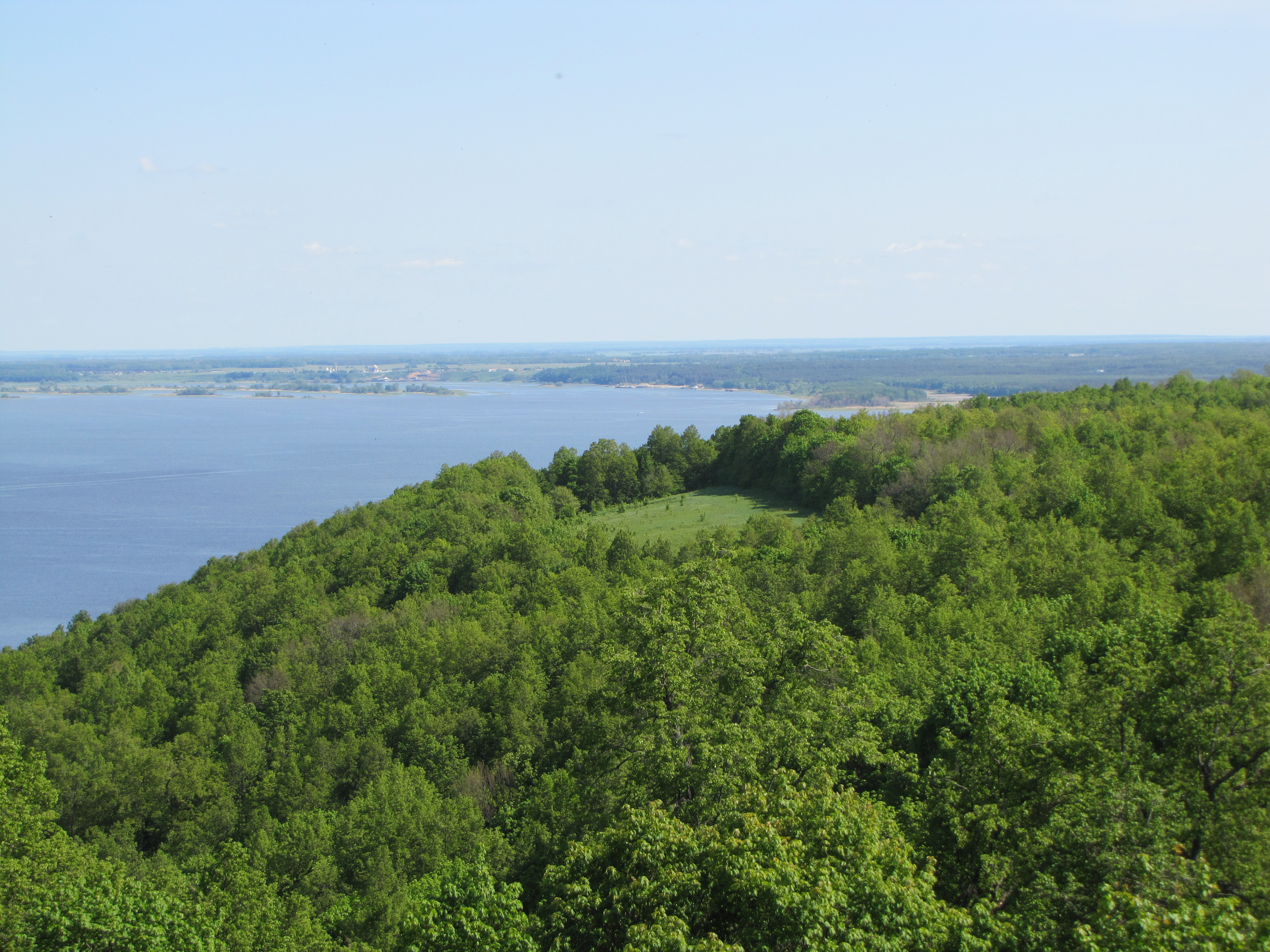
Вид на Болгар и Кроличью поляну

Долгая Поляна (тат. Сүле)— деревня в Монастырском сельском поселении Тетюшского района Республики Татарстан.

## География
Располагается в Тетюшских горах в 1,3 км от правого берега Волги (Куйбышевское водохранилище), в 14 км к северо-востоку от города Тетюши, в 80 км к югу от Казани и в 10 км к северо-западу от Болгара.
Умеренно континентальный климат. Среднегодовая температура 4,7 °C.
Через деревню проходит автодорога Камское Устье — Тетюши.
В деревне располагается детский лагерь «Чайка».

## История
Название деревни связано с двумя незарастающими полянами, расположенными на склоне Тетюшских гор.
Деревня основана в XVIII веке, принадлежала помещикам из рода Молоствовых. Расцвет имения связан с последними хозяевами имения, Владимиром Германовичем Молоствовым и Елизаветой Владимировной Молоствовой (Бер). Владимир Германович приобретает усадьбу в 1903 году у своих родственников, занимается обустройством передового хозяйства: высажена аллея лиственниц, оборудована система искусственного полива яблоневых садов. В 1904—1907 годах было построено нынешнее здание усадьбы. В усадьбе были собраны гербарии и этнографические коллекции.
В 1918 году от сердечного приступа умирает Владимир Германович. Елизавета Владимировна назначается Советской властью смотрительницей усадьбы, представляющей ценность для народного хозяйства, в то же время занимающие усадьбу учреждения частично вывозят из неё имеющиеся там ценности. В 1936 году Елизавета Владимировна умирает после продолжительной болезни. Последние хозяева усадьбы похоронены на территории имения.
С 1931 года в усадьбе Молоствовых размещается Дом творчества и отдыха писателей. В 1941—1967 годах в усадьбе располагался детский дом. Далее, до 1970 года — дом престарелых. Три года усадьба была в запустении. В 1974 году открылся детский лагерь «Чайка», который до сих пор занимает территорию усадьбы на три летних месяца.
В 2000—2006 годах в усадьбе была проведена реставрация, по результатам которой имелись критические отзывы.

## Население
| 1859 | 1897 | 1908 | 1920 | 1926 | 1938 | 1949 |
| ---- | ---- | ---- | ---- | ---- | ---- | ---- |
| 117  | ↗135 | ↗292 | ↘121 | ↗137 | ↗165 | ↗250 |
| 1958 | 1970 | 1979 | 1989 | 2002 | 2010 |      |
| ↘212 | ↘140 | ↘35  | ↘26  | ↘10  | ↗17  |      |

Национальный состав (1989 год): русские.

## Заповедник
В окрестностях деревни располагается комплексный природный и историко-архитектурный памятник «Долгая Поляна» площадью около 400 га. Включает территорию д. Долгая Поляна с прилегающей поляной и широколиственным лесом на правобережном склоне Волги, усадьбу помещиков Молоствовых с господским домом второй половины 19 века, лиственничную, липовую и берёзовую аллеи, экзотические деревья и кустарники.
У здания усадьбы имеется смотровая площадка, с которой возможно обозревать Куйбышевское водохранилище и Болгарский заповедник.

## Источник
- Татарская энциклопедия, Институт Татарской энциклопедии (ИТЭ) Академии наук РТ.